# فرديناندو الرابع دوق توسكانا الأكبر
فرديناندو الرابع غراندوق توسكانا، (بالإيطالية : Ferdinando IV, Granduca di Toscana العاشر من يونيو 1835 - 17 يناير 1908)، وهو ابن ليوبولدو الثاني غراندوق توسكانا. أصبح الدوق توسكانا الأكبر في عام 1859 بعد تنازل والده، ولكنه لم يهنأ بملك فقد أطيح به عام 1860 بضم توسكانا إلى إيطاليا.
تزوج من الأميرة أنّا من ساكسونيا عام 1856 والتي توفت عام 1859، وزواجه الثاني كان من أليشي من آل بوربون في بارما ورُزق منهما بستة أطفال.
توفى منفيا في مدينة سالزبورغ.